# FK Krasnodar-2000
Maillots
Le Krasnodar-2000 (russe : «Краснодар-2000») est un club de football russe basé à Krasnodar fondé en 2000 et dissout en 2011.

## Histoire
Fondé en 2000 sous le nom Tsentr-R-Kavkaz (russe : Центр-Р-Кавказ), le club intègre et remporte son groupe de quatrième division cette même année, lui permettant d'être promu en troisième division et de découvrir le monde professionnel. Renommé Krasnodar-2000 dans la foulée, il se maintient à cet échelon jusqu'en 2010, date à laquelle le club se retire de la compétition avant d'être finalement dissout en 2011.

## Bilan sportif

### Classements en championnat
La frise ci-dessous résume les classements successifs du club en championnat.

### Bilan par saison
| Saison | Championnat | Championnat | Championnat | Championnat | Championnat | Championnat | Championnat | Championnat | Championnat | Championnat | Coupe de Russie |
| Saison | Division    | Pos         | Pts         | J           | V           | N           | D           | BP          | BC          | Diff        | Coupe de Russie |
| ------ | ----------- | ----------- | ----------- | ----------- | ----------- | ----------- | ----------- | ----------- | ----------- | ----------- | --------------- |
| 2000   | 4e Caucase  | 1er         | 9           | 5           | 3           | 0           | 2           | 17          | 6           | +11         | —               |
| 2001   | 3e Sud      | 4e          | 76          | 38          | 24          | 4           | 10          | 89          | 37          | +52         | —               |
| 2002   | 3e Sud      | 5e          | 76          | 40          | 23          | 7           | 10          | 73          | 34          | +39         | Deuxième tour   |
| 2003   | 3e Sud      | 3e          | 74          | 38          | 22          | 8           | 8           | 64          | 33          | +31         | Quatrième tour  |
| 2004   | 3e Sud      | 10e         | 41          | 32          | 12          | 5           | 15          | 49          | 48          | +1          | Troisième tour  |
| 2005   | 3e Sud      | 10e         | 29          | 24          | 9           | 2           | 13          | 32          | 36          | -4          | Cinquième tour  |
| 2006   | 3e Sud      | 15e         | 25          | 32          | 7           | 4           | 21          | 35          | 66          | -31         | Deuxième tour   |
| 2007   | 3e Sud      | 8e          | 41          | 28          | 12          | 5           | 11          | 38          | 31          | +7          | Quatrième tour  |
| 2008   | 3e Sud      | 15e         | 33          | 34          | 8           | 9           | 17          | 35          | 53          | -18         | Troisième tour  |
| 2009   | 3e Sud      | 9e          | 45          | 34          | 11          | 12          | 11          | 40          | 43          | -3          | Troisième tour  |
| 2010   | 3e Sud      | 5e          | 56          | 32          | 15          | 11          | 6           | 51          | 27          | +24         | Troisième tour  |
| 2010   | 3e Sud      | 5e          | 56          | 32          | 15          | 11          | 6           | 51          | 27          | +24         | Deuxième tour   |

Légende
- Promotion en division supérieure
- Relégation en division inférieure